# العلاقات المالديفية الكونغوية
العلاقات المالديفية الكونغولية هي العلاقات الثنائية التي تجمع بين المالديف وجمهورية الكونغو.

## مقارنة بين البلدين
هذه مقارنة عامة ومرجعية للدولتين:
| وجه المقارنة                                              | [[تصنيف:صفحات تستخدم رمز علم غير موجود\|]] المالديف | [[تصنيف:صفحات تستخدم رمز علم غير موجود\|]] جمهورية الكونغو |
| --------------------------------------------------------- | --------------------------------------------------- | ---------------------------------------------------------- |
| المساحة (كم2)                                             | 298                                                 | 342.00 ألف                                                 |
| عدد السكان (نسمة)                                         | 436.33 ألف                                          | 5.26 مليون                                                 |
| الكثافة السكانية (ن./كم²)                                 | 146.42 ألف                                          | 15.38                                                      |
| العاصمة                                                   | ماليه                                               | برازافيل                                                   |
| اللغة الرسمية                                             | اللغة الديفهي                                       | لغة فرنسية                                                 |
| العملة                                                    | روفيه مالديفية                                      | فرنك وسط أفريقي                                            |
| الناتج المحلي الإجمالي (بليون دولار)                      | 4.60 مليار                                          | 8.72 مليار                                                 |
| الناتج المحلي الإجمالي (تعادل القوة الشرائية) بليون دولار | 5.23 مليار                                          | 29.48 مليار                                                |
| الناتج المحلي الإجمالي الاسمي للفرد دولار أمريكي          | 8.39 ألف                                            | 1.85 ألف                                                   |
| الناتج المحلي الإجمالي للفرد دولار أمريكي                 | 12.53 ألف                                           |                                                            |
| مؤشر التنمية البشرية                                      | 0.706                                               | 0.591                                                      |
| رمز المكالمات الدولي                                      | +960                                                | +242                                                       |
| رمز الإنترنت                                              | .mv                                                 | .cg                                                        |
| المنطقة الزمنية                                           | ت ع م+05:00                                         | ت ع م+01:00                                                |

## منظمات دولية مشتركة
يشترك البلدان في عضوية مجموعة من المنظمات الدولية، منها:
| علم المنظمة | اسم المنظمة                        | تاريخ انضمام المالديف | تاريخ انضمام جمهورية الكونغو |
| ----------- | ---------------------------------- | --------------------- | ---------------------------- |
|             | البنك الدولي للإنشاء والتعمير      | 13 يناير 1978         | 10 يوليو 1963                |
|             | يونسكو                             | 18 يوليو 1980         | 24 أكتوبر 1960               |
|             | منظمة التجارة العالمية             | ?                     | ?                            |
|             | وكالة ضمان الاستثمار متعدد الأطراف | 19 مايو 2005          | 16 أكتوبر 1991               |
|             | مؤسسة التمويل الدولية              | 2 فبراير 1983         | 1 أكتوبر 1980                |
|             | منظمة الشرطة الجنائية الدولية      | ?                     | ?                            |
|             | الأمم المتحدة                      | 21 سبتمبر 1965        | 20 سبتمبر 1960               |
|             | مؤسسة التنمية الدولية              | 13 يناير 1978         | 8 نوفمبر 1963                |
|             | منظمة حظر الأسلحة الكيميائية       | ?                     | ?                            |

## وصلات خارجية
- موقع وزارة الخارجية المالديفية